# Ушаков, Константин Анатольевич
Константин Анатольевич Ушаков (24 марта 1970, Омск) — советский и российский волейболист, связующий, игрок сборных СССР, СНГ и России в 1991—2006 и в 2012 годах, заслуженный мастер спорта России, тренер по волейболу. В сентябре 2017 года — главный тренер женской сборной России.

## Спортивная карьера
Константин Ушаков начинал заниматься волейболом в Омске, первым тренером спортсмена была его мать Татьяна Михайловна, заслуженный тренер РСФСР. В 18-летнем возрасте Ушакова пригласили в рижский «Радиотехник», где он играл до 1992 года и завоевал две бронзовые медали чемпионатов СССР.
С 1991 по 2006 год — 16 сезонов подряд почти без перерывов — Константин Ушаков выступал в составе сборных СССР, СНГ и России, участвовал на четырёх Олимпиадах. В составе сборной СССР в 1991 году выиграл чемпионат Европы и Кубок мира, со сборной России завоевал серебряную и бронзовую медали Олимпийских игр, серебряную медаль на чемпионате мира 2002 года, четыре награды первенств Европы, был основным связующим сборной на победном Кубке мира 1999 года. В 2012 году снова вошёл в состав сборной России для участия в турнире Мировой лиги. Всего за национальную команду России провёл 254 официальных матча, набрал 248 очков и 77 отыгранных подач.
Константин Ушаков трижды становился чемпионом России в составе ЦСКА, ещё один титул выиграл в сезоне-1999/2000 с командой «Белогорье-Динамо». Затем выступал в Италии и Турции. В 2003 году вернулся в Россию, играл за столичное «Динамо», «Факел», «Динамо-Янтарь», «Урал», краснодарское «Динамо» и «Кузбасс».
В 2013 году объявил о завершении спортивной карьеры и переходе на тренерскую работу в качестве ассистента Авитала Селинджера в женской команде краснодарского «Динамо». В мае 2014 года назначен исполняющим обязанности главного тренера «Динамо», 24 июня того же года утверждён в должности главного тренера кубанской команды. Под его руководством динамовки два раза становились обладателями Кубок России и дважды побеждали в Кубке Европейской конфедерации волейбола.
В 2013—2014 годах Константин Ушаков входил в тренерский штаб женской сборной России, возглавляемый Юрием Маричевым. С февраля 2017 года ассистировал в женской сборной Владимиру Кузюткину, а в сентябре того же года, за несколько дней до старта чемпионата Европы был назначен главным тренером национальной команды. Данная рокировка не привела к положительному результату — на европейском первенстве россиянки выбыли из борьбы за медали после поражения от сборной Турции в четвертьфинале. В ноябре 2017 года Ушаков и Кузюткин были отправлены в отставку.

## Достижения

### Со сборными
- Чемпион Европы (1988) и мира (1989) среди молодёжных команд.
- Серебряный призёр Игр XXVII Олимпиады (2000).
- Бронзовый призёр Игр XXVIII Олимпиады (2004).
- Серебряный призёр чемпионата мира (2002).
- Чемпион Европы (1991), серебряный (1999, 2005) и бронзовый (1993, 2003) призёр чемпионатов Европы.
- 2-кратный победитель Кубка мира (1991, 1999).
- Победитель Мировой лиги (2002), серебряный (1993, 1998, 2000) и бронзовый (1991, 1997, 2001, 2006) призёр Мировой лиги.
- Победитель Евролиги (2005), серебряный призёр Евролиги (2004).

### С клубами
- Бронзовый призёр чемпионатов СССР (1989/90, 1990/91).
- 4-кратный чемпион России (1993/94, 1994/95, 1995/96, 1999/00), серебряный призёр чемпионатов России (1992/93, 2003/04, 2004/05), бронзовый призёр чемпионатов России (1996/97, 1997/98).
- Обладатель Кубка России (1994), финалист Кубка России (2003, 2004, 2006, 2011).
- Обладатель Кубка Европейской конфедерации волейбола (2006/07).

### Личные
- Участник Матчей звёзд России (2005, 2012, февраль 2014). Матч звёзд 2014 года был посвящён чествованию Константина Ушакова и его многолетнего партнёра по сборной России Вадима Хамутцких.
- Лучший связующий «Финала восьми» Кубка России (2011).

### В тренерской карьере
С «Динамо» (Краснодар): 
- бронзовый призёр чемпионата России (2015/16),
- обладатель Кубка России (2014, 2015), бронзовый призёр Кубка России (2020),
- обладатель Кубка ЕКВ (2014/15, 2015/16),
- финалист клубного чемпионата мира (2015).

С «Динамо» (Москва): 
- чемпион России (2022/23), бронзовый призёр чемпионата России (2021/22).
- обладатель Кубка России (2022, 2023), бронзовый призёр Кубка России (2021),
- обладатель Суперкубка России (2023).
- обладатель Кубка Столетия (2023).

С «Заречьем-Одинцово»: 
- бронзовый призёр чемпионата России (2024/25).
- бронзовый призёр Кубка России (2025).

## Награды и звания
- Мастер спорта СССР (1989)[7].
- Заслуженный мастер спорта России (1999).
- Орден Дружбы (19 апреля 2001) — за большой вклад в развитие физической культуры и спорта, высокие спортивные достижения на Играх XXVII Олимпиады 2000 года в Сиднее[8].